# The Arrogance of Ignorance
The Arrogance of Ignorance is het vijfde album van de Belgische band Oceans of Sadness, uitgebracht in 2008 door Scarlet Records. Hierop staan gastbijdrages van John Liiva (ex-Arch Enemy, Hearse) en Annlouice Loegdlund (Diablo Swing Orchestra).

## Track listing
1. "Roulette" — 5:31
2. "Between the Lines" — 4:59
3. "In the End" — 5:27
4. "Subconscious" — 5:29
5. "Failure" — 6:08
6. "Self-fulfilling Prophecy" — 5:08
7. "The Weakest Link" — 4:18
8. "From Then On" — 4:14
9. "Some Things Seem So Easy" — 6:39
10. "Hope" — 3:01